# 何子明
何子明（1532年—？年），字汝晦，號静谷，四川順慶府南充縣人，民籍。明朝政治人物，嘉靖乙丑進士，官至廣東副使。

## 生平
由府學生中式嘉靖四十三年（1564年）甲子科四川鄉試第二十七名舉人，嘉靖四十四年（1565年）乙丑科會試聯捷第一百二十六名，第三甲第二百四十名進士。都察院观政，四十五年二月授钱塘知县，隆慶三年（1569年）闰六月考选南浙江道御史，四年十月升广东佥事，万历三年（1575年）二月以军功升左参议，五年（1577年）正月致仕。六月升副使，仍致仕。

## 家族
曾祖何玠，監生；祖何韶，庠生；父何實，累赠佥事；嫡母蘇氏，累赠宜人；生母張氏，累封太宜人。慈侍下，妻王氏，兄子勤；子賢；承懋，弟子恭；子敬；何子益（举人、兵部郎中）。